# 204 Kallisto
204 Kallisto är en asteroid i huvudbältet som upptäcktes den 8 oktober 1879 i Pula av den österrikiske astronomen Johann Palisa, som upptäckte fler än hundratjugo asteroider, småplaneter och kometer. Asteroiden namngavs efter Kallisto, samma nymf i grekisk mytologi som Jupiters måne Callisto. 204 Kallisto har klassificerats som en asteroid av S-typ och har, som de flesta andra asteroider av den typen, ljus färg.